# 遐邇貫珍
《遐邇貫珍》（Chinese Serial）是香港第一份以中文為主的報紙。創立於1853年8月的《遐邇貫珍》由香港英華書院以竹紙單面鉛印，16開線裝書形式發行。它向華人讀者介紹西方歷史、地理、科學、文學、政治、宗教各方面的知識及報導中西新聞。譬如《伊索寓言》、《地理全志》、《瀛繫放略》、新舊約全書等。雖然《遐邇貫珍》大部分內容是中文，但仍然有些故事是以英文刊登。《遐邇貫珍》也是第一份有廣告的中國報紙。
出生於倫敦的傳教士麥都思便是《遐邇貫珍》的首名總編輯。《遐邇貫珍》到了1856年5月便停刊（第33號）。因為當時麥都思的繼任人理雅各擔任了英華書院的校長後，校務繁忙。原话是：“办理之人，事务繁忙，不暇顾及此举耳”。
另一方面，原本用作印刷《遐邇貫珍》的印刷裝置，後來售予一名叫王韜的華人，並於1874年創辦香港第一份由華人主理的報紙——《循環日報》。
完整的遐邇貫珍的影印版本在2006年出版。

## 概况
《遐迩贯珍》是香港开埠后最早在香港出版的中文月刊。该刊先后由麦都思、奚礼尔、理雅各担任主编。它的发行时间从1853年8月到1856年5月，共33期，每期印数3000册，发行于香港、广州、厦门、福州、宁波、上海等通商口岸。《遐迩贯珍》在内容上，以西方近代文明及时政要闻为主，其次才是宗教。该刊聘用华人传教士黄胜为编辑，内容为中文，同时刊载详细的英文目录，以便中外人士阅览。

## 背景
18世纪60年代以后，随着欧洲各国实力不断壮大，对外贸易需求不断增强，帝国主义急迫地想敲开中国大门，最重要的方式就是用传教、办学、行医、出版书报等途径进行文化和意识形态的传播。所以伴随着帝国主义的经济侵略，中国近代报刊的帷幕也渐渐拉开了。作为西方文化输入的先导，来华的传教士们，很快就发现这样一个特点：中国地广人多，方言无数，因此在欧洲等地广泛使用的口头传授方式很难进行，但是无论哪个地方的人，都识汉字，因此用印刷品进行宣传更有效果也更容易被百姓接受。另外刻印书籍内容多，时间长且更新较慢，因此，出版报刊成为传教士们的宠儿。但是由于清政府当时实行严厉的闭关锁国政策和禁教政策，外国传教士及其所创办的中文报刊只能在南洋一带出版。

## 主要内容
《遐迩贯珍》在内容上，以西方近代文明及时政要闻为主，其次才是宗教。

### 宗教
为了尽快打开刊物在中国读者中的销路，传教士们费尽了心思。他们大幅度减少说教式的宗教文章，代之以大众喜闻乐见的新事物。以多视图、浅显文字为载体，以世界新事件、新事物、西学新知为主要内容，以吸引读者。形成大众化、通俗化、实用的新闻传播特点。所以说《遐迩贯珍》是以西方近代文明为主，而宗教只是次要。

### 新闻
《遐迩贯珍》从创刊号起，就将新闻置于重要地位，而宗教宣传所占的比重大大下降。在新闻结构上，《遐迩贯珍》改变了原来传教士中文报刊以国际新闻为主的做法，以港、粤及中国国内其他地区的报道为重点，国内外新闻并重，扩大了新闻报道面。它的出现，也彻底颠覆了以往中国旧式《京报》只注重朝廷新闻，使用起居注式的、刻板的报道方式的局面。
1853年创刊号的第一篇文章《西兴括论》，即对太平军的活动进行了追溯性报道。报道从1851年1月11日太平天国广西金田起兵起，一直记载到太平天国定都南京。这个报道已经类似于现代报刊的追踪报道或深度报道。
《遐迩贯珍》真正的新闻栏目，是每一期的“近日杂报”，这个栏目专门刊登近日新闻。1853年创刊号的“近日杂报”栏目共登9条新闻。这9条新闻，国际、国内、军事、经济等面面俱到，文笔生动、简明、有趣，一扫《京报》的陈腐气息。以后各期新闻的比重逐渐加大。
《遐迩贯珍》的消息、通讯、短讯、评论等新闻报道形式，都已具备了近代报刊的雏形，做出开创性贡献。它的出现，对我国新闻业界而言，是一个飞跃。

### 科学
1853年8月《遐迩贯珍》创刊号序言中说:“中国人类之俊秀，物产之蕃庶，可置之列邦上等之伍……今日不然，列邦日进月盛，而中国且每降日下。”编者指明中国地域广阔，物产富庶，中国人的勤劳聪明，以前在世界处于领先地位，而今列强各国科技发达，国力蒸蒸日上，中国远远落后。鉴于这种情形，编者要将列强各国的文明科技介绍到中国来，“盖欲人人得究事物之巅末，而知其是非，并得识世事之变迁，而增其闻见，无非为华夏格物致知之一助。”表明要以《遐迩贯珍》为中国探究万物原理、获得科学知识而助力。
据粗略统计，全部32册《遐迩贯珍》总页数只有470多页，除刊登的新闻和广告外，文章约有106篇，而科普文章有35篇之多，占到了文章总数的1/3。刊物上刊载的科普文章，多为已经成书的科学书籍的分章节连载。它在介绍科学知识方面，已经摆脱了以前传教士中文期刊只作一般自然常识介绍的情况，开始对科学知识的理论介绍。《遐迩贯珍》自创刊伊始，除介绍西方民主制度和历史外，其有关科学的内容涉及地理学、天文学、物理学、地质学、医学等各个领域，而且这些文章多附有详图便于讲解。

### 广告
《遐迩贯珍》从1855年1月第1号起，开始增设“布告篇”栏目。这个栏目专门登载各类商业广告、香港航运以及进出口货物的行情，开创了中国中文报刊收登商业广告之先河。

## 特色

### 新闻图片
新闻图片是进行新闻报道的一项重要的手段，作为一种具有特殊功能的视觉新闻，已成为现代报纸不可缺少的一种重要的新闻报道形式，因为它比文字报道更直观、更形象、更具表现力，在现今已普遍运用。
图片的运用可以追溯到《察世俗每月统纪传》，但《遐迩贯珍》却是第一份刊登新闻图片的报刊。
这些插图，除了科普插图外，还有专门为配合新闻报道而绘制的插图，如 1853年第 5 号，在报道太平天国运动进展时，先用文字记述了太平军与清兵的战斗情况，及太平军行军路线与占领范围，随后，又绘制了一幅太平军与清军的战争态势图，附在文字后。这是第一幅使新闻与图片直接关联的插图，不仅使读者对太平军的行动有了一个直观的动态的认识，而且对于研究当时的战况起着佐证的作用。

### 新闻标题
新闻标题被称为“报纸的眼睛”，标题是一篇文章的总括，它引导受众理解新闻的纲要，是帮助受众选择新闻信息的向导，是满足受众新闻信息需段。新闻标题不仅是一篇完整的新闻报道的重要组成部分，更对新闻信息的传递起着至关重要的作用。
创办之初，《遐迩贯珍》也只是把众多新闻信息直接放在“今日杂报”栏目之下，逐条列出。随着该刊的不断发展，渐渐把众多新闻分类，如上海新闻略、欧罗巴新闻略等。

### 连续报道
连续报道能让读者对一个事件有详细地跟进了解，是报纸一个重要的部分。《遐迩贯珍》就对当时发生的太平天国起义进行了连续、准确的报道，具有极高的史料价值。

## 停刊
1856年奚礼尔调任驻暹罗领事，该刊由英华书院院长理雅格兼任主编。理雅格是英国传教士，著名汉学家，曾在王韬协助下，将“四书五经”译成英文。他大概没有经商经验，与商人交往不多。他接编后的《遐迩贯珍》广告逐渐减少，页数也跟着锐减，越办越不景气，后面几期《布告篇》没有了，页数又退回创刊时的每期12页，当年五月便告停刊。自称原因是“办理之人，事务纷繁，不暇顾及此举耳”,可见报刊广告在其中的重要作用。

## 历史地位
《遐迩贯珍》拥有许多中国近代新闻史上“第一”的头衔： 
香港第一份中文报刊；
第一份具有中英文对照目录的中文报刊； 
第一份刊登新闻图片的中文报刊； 
第一份冠有新闻题目的中文报刊； 
第一份刊登收费广告，并辟有广告专栏的中文报刊； 
第一份铅字印刷的中文报刊。

## 研究資料
- （日語）
- （中文） 《遐邇貫珍──附解題‧索引》，上海：世紀出版集團、上海辭書出版社， [2005] ISBN 7532618994.